# Канелура
Канелура је архитектонски израз за вертикални бразде исклесане на стаблу
стуба класичног реда као и пиластерима, деловима зида или на вазама. 
Могу бити декорисане лишћем или штаповима, такође исклесаним у камену. Канелуре се углавном налазе на стубовима јонског и коринтског реда, стубовима сложеног реда, те неким стубовима дорског реда на којима су израђене као полуовални урези. Канелуре се користе да би се визуелно изразила вертикалност стуба.
Стуб или пиластер покривен канелурама се назива канелурисани стуб, односно пиластер. Канелурирање стубова, односно ижљебљавења, откривено је у египатској уметности обраде стубова. Највише су се канелуре употребљавале у класичној архитектури где су стубови, скоро по правилу, покривени канелурама и то пре свега у старој Грчкој и старом Риму.